# Reactor discontinu seqüencial (SBR)
El reactor discontinu seqüencial o en anglès Sequencing Batch Reactor (SBR) és un reactor discontinu on l'aigua residual entra en un reactor únic i és barrejada amb un llot biològic que permet el seu tractament. La seva operació es basa en el principi d'ompliment-descàrrega amb cinc passos bàsics: inactivitat (pas entre descàrrega i ompliment), ompliment, reacció, sedimentació i descàrrega. Cada vegada són més utilitzats en tractaments i depuracions d'aigües residuals industrials per la seva adaptabilitat.

## Història
Els reactors d'operació discontínua tenen una història d'uns 100 anys des que el senyor Sir Thomas Wardle va publicar les seves experiències. Arden i Lockett varen publicar alguns resultats de SBR a nivell pilot. Fins que Irvine (1971) no va tornar a inventar el SBR no havien tingut gaire èxit. Des del 1971, el SBR ha estat investigat àmpliament en diferents països i construïts com a Austràlia, al nord dels Estats Units o Japó.
En principi, els SBR tenien l'objectiu d'eliminar matèria orgànica, però ara el seu ús s'ha estès i en el sistema també es poden eliminar nutrients com el fòsfor i nitrogen, aquest darrer pel procés de Nitrificació-Desnitrificació. La millora en alguns sistemes d'aireació i control han permès que els SBR competeixin amb èxit amb els reactors convencionals de llots actius amb configuracions clàssiques de reactor més sedimentador.

## Fases i funcionament d'un SBR[2]
Inactivitat: té lloc entre la descàrrega i l'ompliment, durant els quals es fa la remoguda de l'efluent tractat i s'addiciona a l'afluent d'aigua residual. La duració d'aquest varia segons el cabal afluent i l'estratègia d'operació escollit. L'homogeneïtzació de cabals pot fer-se durant aquest pas si s'utilitzen temps variables d'inactivitat com la mescla per condicionar la biomassa i la purga del llot que també es poden fer en aquest pas. L'aigua afluent s'afegeix al reactor durant el pas d'ompliment. L'objectiu principal en un sistema de múltiples tancs és permetre que un reactor acabi la seva fase d'ompliment abans de connectar amb una altra unitat. En alguns casos aquesta fase és omesa.
Ompliment: hi ha diferents tipus com el d'ompliment estàtic, amb mescla i amb aireació. Durant l'ompliment estàtic, l'aigua residual afluent s'afegeix a la massa que ja tenim al reactor. Aquest no té mescla ni aireació cosa que farà que hi hagi una alta concentració de substrat un cop començada la mescla. La relació entre aliment a microorganismes fa que hi hagi un medi favorable perquè creixin en flòculs en lloc de filaments. L'ompliment amb mescla és dur a terme barrejant compostos orgànics de l'afluent amb la biomassa, per començar les reaccions biològiques. En aquesta fase els bacteris degraden compostos orgànics de forma biològica i fan servir oxigen residual o nitrats aquests com a receptors d'electrons alterns. El d'aireació només té lloc quan es subministra aire al reactor per començar reaccions aeròbiques completades a la fase de Reacció. Aquesta fase fa que el nivell del líquid en el dipòsit ascendeixi prop del 25% de la capacitat fins al final de la fase inactiva que serà del 100% de la seva capacitat. Aquest procés sol portar el 25% de la duració total del cicle.
Reacció: En aquest apartat es presenten dos tipus de reaccions: amb aireació i amb mescla. La d'aireació hi té lloc la finalització de les reaccions aeròbiques. A la de mescla es pot arribar a condicions anòxiques per la desnitrificació o condicions anaeròbiques per la remoció del fòsfor. Sol ocupar el 35% de la durada del cicle total.
Sedimentació: es para els dispositius de l'aireació i mescla i els sòlids sedimenten al fons del tanc. Aquest procés s'ha de dur a terme en un repòs absolut i aprofitant tota la superfície del tanc. L'objectiu és permetre la separació de sòlids, per aconseguir un sobrenedant clar com efluent. En un reactor SBR aquest procés és més eficient que en un reactor de flux continu perquè el contingut del reactor és completament en repòs.
Descàrrega: utilitza un decantador flotant o fix per remoure l'efluent tractat. L'aigua tractada es retira del tanc per mitjà d'un sistema d'eliminació de sobrenedant superficials i es pot enviar al medi natural o a un sistema de drenatge. El temps dedicat al buidatge pot ser entre el 20 i 50% de la duració total del cicle, entre 15 minuts i 2 hores, sent el més típic 45 minuts.
A la figura 1 es poden observar les fases del procés d'un SBR.

## Aplicacions enaigües residualsmunicipals
En aquest sistema l'aigua residual entra en un reactor únic on rep un tractament per remoure components indesitjables i seguidament es descarrega. L'homogeneïtzació de cabals, aireació i sedimentació s'aconsegueix en un mateix reactor únic. Per optimitzar el funcionament del sistema s'utilitzen dos o més reactors en una seqüència d'operació determinada.
L'aigua residual entra a un reactor parcialment ple que conté biomassa ja aclimatada als components de l'aigua residual. Un cop el reactor és ple, comença a operar com un sistema convencional de llots actius però sense el flux continu d'afluent o descàrrega d'efluent. L'aireació i mescla es discontinuen després de completar-ne les reaccions biològiques, es sedimenta la biomassa i es remou el sobrenedant. L'excés de biomassa es purga a qualsevol punt d'aquest cicle. La purga freqüent fa que d'un cicle al següent es mantingui una relació de masses gairebé constant entre el substrat afluent i la biomassa. A continuació del reactor SBR, l'aigua residual pot fluir a un tanc d'homogeneïtzació de cabals a on el flux d'aigua residual a altres unitats de procés pot ser controlat a una taxa determinada. En alguns casos l'aigua residual és filtrada per remoció addicional de sòlids i llavors desinfectada.
S'ha d'emfatitzar que normalment els sedimentadors primaris no calen amb anterioritat als SBR en aplicacions d'aigües residuals municipals. Aquest pot ser recomanat pel fabricant del sistema SBR si els sòlids suspesos totals (SST) o la demanda bioquímica d'oxigen (DBO) són de valors majors d'entre 400 i 500 mg/L. L'historial de dades ha de ser avaluat per determinar si és recomanable l'ús de sedimentadors primaris o l'homogeneïtzació de cabals per aplicacions industrials o municipals.

## Càrrega i temps de retenció
Aquests varien segons els reactors i la càrrega d'aigua residual. Normalment es treballa amb un temps de retenció hidràulic d'1 a 10 d i un temps de retenció cel·lular de 10 a 15 d.

## Consum energètic
El consum energètic és alt entre 1 i 2 kWh/kg DBO5. Depenent sobretot de la capacitat del sistema. Per petites comunitats el consum energètic pot ser aproximadament d'1kwh per habitant i dia. Per instal·lacions més grans la demanda energètica específica es redueix a valors pròxims a 0,1 kWh habitant equivalent i dia.

## Tecnologia utilitzada
La tecnologia utilitzada és una variant optimitzada de la tecnologia convencional de llots actius. Es basa en la utilització d'un sol reactor que opera de forma discontínua seqüencial. Aquest sistema consta com a mínim de quatre processos cíclics: ompliment, reacció, decantació i buidatge tant d'efluent com de llots. Aquesta tecnologia tolera diferents càrregues i cabals (reduïts o intermitents) i genera com a producte llots estabilitzats. La qualitat i propietats d'aquests dependrà de la procedència o naturalesa de l'efluent a tractar.

## Descripció del disseny de tancs i equipaments
Els SBR consisteixen d'un tanc, equips d'aireació i mescla, un decantador i un sistema de control. Els seus elements centrals són la unitat de control, interruptors i vàlvules automàtiques que regulen la seqüència i durada de les diferents fases. Normalment s'utilitza un sistema complet de SBR recomanat i subministrat per un sol fabricant. Però, pot ser que un enginyer et dissenyi sistemes individuals de SBR, ja que els tancs, equips i controls poden ser creats de diferents fabricants. Tot i que no és molt normal aquest fet.
Els tancs solen ser d'acer. Per aplicacions industrials els més comuns són els d'acer amb revestiment per controlar la corrosió. Per la mescla i aireació, els sistemes d'aireació de raig són els típics, ja que així permet una millor mescla.
El decantador és el principal element que fa diferenciar als fabricants de SBR. Aquests poden ser flotants o fixes. els flotants poden mantenir submergit l'orifici de presa prop de la superfície de l'aigua per minimitzar la remoció de sòlids a l'efluent duran el pas de descàrrega. Ofereixen alhora flexibilitat operacional en resposta a volums variables d'ompliment i buidatge. Els fixes són instal·lats a la paret del tanc i poden ser utilitzats si s'utilitza una fase estesa de sedimentació. L'extensió d'aquesta fase minimitza la possibilitat que els sòlids a l'aigua residual flotin sobre el decantador.
Els fabricants dels SBR preveuen una garantia de procés per la producció d'efluents de com a màxim: 
- 10 mg/L DBO
- 10 mg/L SST
- 5-8 mg/L nitrogen total
- 1-2 mg/L fòsfor total

## Avantatges i desavantatges
Seguidament s'enumeren els avantatges i desavantatges dels sistemes SBR:
Avantatges:
- Àrea superficial mínima.
- L'homogeneïtzació de cabals, la sedimentació primària, el tractament biològic i la sedimentació secundària es poden fer en un tanc reactor únic.
- Estabilitat i flexibilitat: tipus de rector que s'adapta a condicions fluctuants i tolerants de variacions en la càrrega orgànica.
- Eliminació eficient de DBO5,[3] nutrients (N i P) i compostos refractaris.[4]
- Permet un major control sobre el creixement de microorganismes filamentosos.
- Major retenció de Biomassa en comparació a altres tecnologies com els de llots activats.
- Un control més fàcil de l'operació.
- Menor cost d'inversió de capital, ja que no requereix bomba per al retorn de llots i el sedimentador secundari és de menor mida degut a l'excel·lent sedimentabilitat del sistema i altres equipaments.
- Disseny compacte, requereix menor espai que els sistemes convencionals com els de llots actius.
- Generació de llots secundaris "estabilitzats" que com els sistemes convencionals poden ser utilitzats com a fertilitzants, obtenció de biogàs, etc
- Sense impacte visual, poden ser instal·lats a sota terra.
- Capacitat per adaptació dels microorganismes a efluents amb elevat contingut en sals.

Desavantatges:
- Requereixen una capacitació tècnica del o els usuaris.
- Requereixen un nivell major de sofisticació de les unitats de programació temporal i controls, sobretot en sistemes de major mida.
- Cal un alt nivell de manteniment associat a la sofisticació de controls, interruptors automàtics i vàlvules automàtiques.
- No es pot aplicar a tot els tipus d'efluents orgànics, la presència de compostos tòxics poden afectar negativament al transcurs del seu tractament.
- En algunes ocasions requereix l'agregació de nutrients tant al SBR com a l'efluent final.
- Descàrrega potencial de llots flotants o sedimentats durant la fase de descàrrega o decantació del reactor en algunes configuracions de SBR.
- Risc de tamponament dels dispositius d'aireació durant cicles operatius específics depenent del sistema d'aireació utilitzat pel fabricant.
- Necessitat potencial d'homogeneïtzació de cabals depenent dels processos utilitzats aigües avall.

## Aplicació dels SBR
S'utilitza amb èxit en tractaments provinents d'aigües residuals ja siguin d'efluents industrials com municipals que utilitzen cicles d'ompliment i descàrrega com l'agroindústria, industria vinícola, aigües domiciliàries, efluents d'extracció petroliera destil·leries, aigües procedents de lixiviats d'abocadors, aigües residuals hipersalines, indústria del paper, indústria de làctics, aigües residuals d'escorxadors, indústria tèxtil, sucrera i química aquestes tres són les més noves on s'aplica entre d'altres.

## Recomanacions
- Útils en àrees on hi ha limitació de terreny. A més, els cicles del sistema poden ser modificats fàcilment per remoció de nutrients si fos necessari en un futur.
- Flexibles per adaptar-se a canvis en les normes regulatòries de paràmetres de l'efluent com la remoció de nutrients.
- Efectius en termes de cost quan calen tractaments addicionals al biològic, tals com la filtració.
- És un bon sistema recomanat per efluents agroindustrials d'alta càrrega i cabal.
- És important l'entrenament tècnic del personal que sàpiga utilitzar bé el reactor perquè no hi hagi problemes a l'hora del seu ús amb controls, vàlvules automàtiques i interruptors automàtics i un bon manteniment d'aquests.

## Solució de problemes
Els sistemes dissenyats i operats de forma apropiada minimitzen els possibles problemes que es puguin ocasionar. S'han de consultar les publicacions i manuals de pràctica professional dels dissenys i operacions dels sistemes de tractament de les aigües residuals per minimitzar els riscos ocupacionals com també manuals de tractaments d'aigües residuals industrials i normes estatals i federals.

## Altres versions de SBR
N'és l'exemple del sistema SBR d'aireació de cicle intermitent en anglès Intermittent Cycle Aeration System(ICEAS) on l'aigua residual afluent entra al reactor en forma continua. Una paret de deflexió pot ser utilitzada per dispersar el flux continu per tot el de més el disseny dels ICEA i SBR són molt similars.

## Diferència amb els reactors convencionals
Els processos unitaris dels SBR i els convencionals són iguals segons un informe de la EPA de 1993 que va resumir això indicant que "els SBR són simplement sistemes de llots actius que operen en el temps en lloc de l'espai". La diferència és que els SBR aconsegueixen l'homogeneïtzació de cabals, el tractament biològic i la sedimentació secundària en un mateix tanc utilitzant una seqüència de temps controlada. En un reactor convencional aquests processos serien realitzats en diferents tancs.